# I tre porcellini

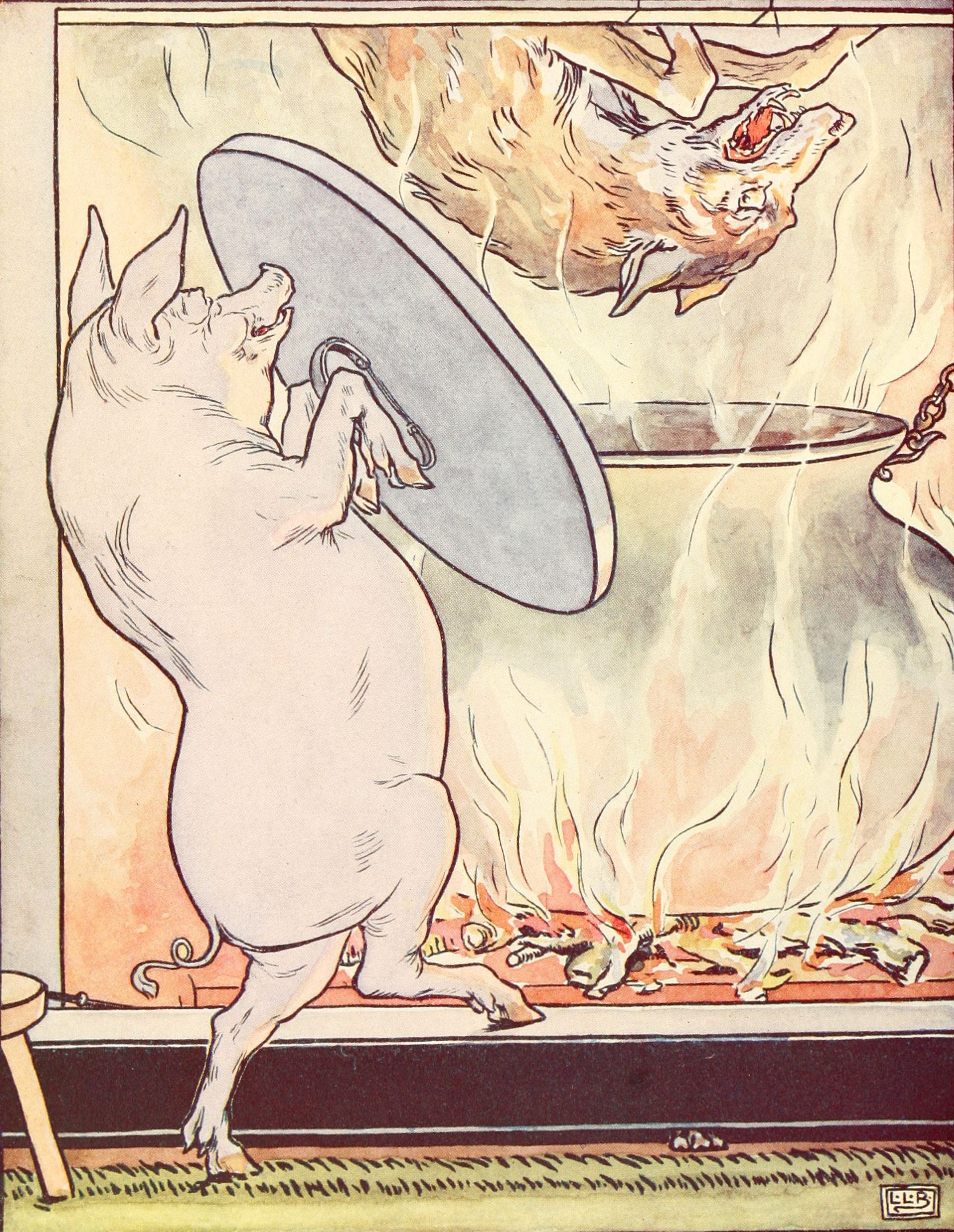
Il lupo finisce in pentola (illustrazione di Leonard Leslie Brooke per The Golden Goose Book, 1905)

I tre porcellini è una favola tradizionale europea di origine incerta. Pubblicata per la prima volta da James Orchard Halliwell-Phillipps intorno al 1843 nella raccolta di fiabe Nursery Rhymes and Nursery Tales, riprende certamente un racconto della tradizione orale di molto antecedente. Nella sua forma forse più nota la storia apparve nelle English Folk&Fairy Tales di Joseph Jacobs del 1890, che segnalava Halliwell-Phillipps tra le sue fonti.

## Trama
Tre giovani porcellini vengono allontanati di casa dalla loro madre, così che si possano costruire una vita da soli. Decidono così tutti e tre di fabbricarsi un'abitazione dove poter vivere.
Il primo dei tre fratelli, ozioso e vagabondo, per poter passare le giornate nel divertimento, si costruisce la casa più in fretta di tutti, utilizzando della paglia.
Il secondo, anch'esso pigro, decide di costruirsi il suo alloggio con delle assi di legno, e in breve tempo termina il lavoro.
L'ultimo dei fratelli, che dei tre è il maggiore (minore in molte più versioni), astuto e paziente, si costruisce la casa con cemento e mattoni, per renderla più resistente. Il suo lavoro è lungo e faticoso, ed è spesso vittima delle prese in giro degli altri due fratelli, che hanno terminato il lavoro molto prima, lasciandosi andare all'ozio.
Un giorno, però, un lupo molto affamato si dirige in quella zona in cerca di cibo. Accortosi della presenza dei tre porcellini corre verso le loro abitazioni per mangiarseli. Si nascondono tutti nelle rispettive case.
Il lupo ordina al primo porcellino di aprirgli e al suo rifiuto, soffia più forte che può e riesce a distruggere la casa di paglia del primo porcellino e lo divora immediatamente. Stessa sorte per il secondo: la sua casetta di legno regge inizialmente, ma alla fine crolla sotto il potente soffio del lupo, che si mangia anche il secondo dei tre fratelli. Si dirige così alla casa di mattoni del porcellino più saggio, ma è così robusta che non cade.
Il lupo tenta allora di ingannare a più riprese il porcellino, per farsi aprire la porta, ma invano, quindi prima lo invita ad andare il giorno dopo a raccogliere ortaggi, ma il porcellino, alquanto sveglio, si sveglia presto, li raccoglie e, quando il lupo torna per l'appuntamento, rivela di esserci già andato. Il lupo ci riprova, offrendo di andare ad un meleto, il porcellino ripete la stessa strategia, ma il lupo giunge prima che se ne vada e il porcellino gli getta addosso le mele marce, costringendolo alla fuga. Ancora una volta, il lupo offre al porcellino di andare al mercato e il giorno dopo, il lupo sta per arrivare subito dopo il maialino che lo spaventa rotolando verso di lui dentro una botte.
La belva feroce e spazientita tenta così un'ultima carta: sale sul tetto e cerca di entrare nell'abitazione calandosi nella canna fumaria, ma il porcellino astuto e riflessivo, accortosi della manovra, accende il fuoco e vi mette a bollire sopra un enorme pentolone d'acqua. Il lupo vi cade dentro, e muore bollito (o in una versione più nota scappa via, in altre versioni i fratelli del maialino invece sopravvivono al lupo).

## Aspetti letterari
La favola, che presenta in forma metaforica il tema della "crescita" e della maturazione del bambino grazie all'esperienza, utilizza lo schema di scrittura "a tre"(come I tre moschettieri, Tre sorelle, Tre uomini in barca o film come I tre giorni del Condor, I tre dell'Operazione Drago, Il buono, il brutto, il cattivo, espressioni come «Veni, vidi, vici», «Ieri, oggi, domani», «Audi, vide, tace» e così via) sia per il numero dei personaggi sia per la progressione della figura retorica a climax, che viene raggiunta con la terza casa e la fine miseranda del lupo.
La storia presenta varianti e numerosi rifacimenti successivi. Una variante è ad esempio la fiaba riportata dai fratelli Grimm sotto il titolo Il lupo e i sette capretti: pur non essendo collegata direttamente a I tre porcellini (la raccolta dei Grimm è anzi anteriore a quella di Halliwell-Phillipps), essa tuttavia attinge in modo inequivocabile alla medesima tradizione popolare ricalcandone palesemente lo schema e affrontando lo stesso tema; le diversità stanno nei personaggi (il tipo e il numero degli animali) e nello sviluppo narrativo, con un andamento più esemplare e didascalico per I tre porcellini, con concessioni al gusto affabulatorio e ai toni tragici per I sette capretti.
Anche le versioni posteriori della storia presentano varie difformità: talvolta, forse per esigenze di stringatezza, vengono omessi i tentativi d'ingannare il terzo porcellino messi in atto dal lupo; più spesso, evidentemente per escludere dal racconto immagini di violenza e morte, i primi due porcellini non vengono mangiati ma riescono a salvarsi fuggendo il primo nella casa del secondo e poi tutt'e due in quella del terzo.
Come Cappuccetto Rosso, anche I tre porcellini ha contribuito notevolmente a consolidare nella cultura popolare la figura del lupo cattivo, uno dei più comuni personaggi delle fiabe.

## Adattamenti

### Cinema
- I tre porcellini (Three Little Pigs) (1933), cortometraggio d'animazione della serie Sinfonie allegre.
- The Thrifty Pig (1941), cortometraggio d'animazione prodotto da Walt Disney.
- Blitz Wolf (1942), cortometraggio d'animazione prodotto e distribuito dalla Metro-Goldwyn-Mayer.
- La danza dei porcellini (Pigs in a Polka) (1943), cortometraggio d'animazione della serie Merrie Melodies.
- L'orchestrale freddo (Three Little Bops) (1957), cortometraggio d'animazione della serie Looney Tunes.
- Les Trois Petit Chocon : Crisis Porcina (2010), regia di Frederic Forstier.

### Home video
- I tre porcellini (The 3 Little Pigs) (1996), film d'animazione direct-to-video diretto da Jules Alain de Test, Eric Bayle e Karl Holman.
- I Tre Porcellini (The Three Little Pigs) (1999), film d'animazione direct-to-video diretto da Richard Slapczynski, prodotto da Burbank Animation Studios e distribuito in Italia da Stardust.

## Versione Disney
La versione cinematografica Disney del 1933 ricalca abbastanza fedelmente la trama originale. Il primo porcellino (Timmy) suona il flauto e il secondo (Tommy) suona il violino, mentre il terzo (Jimmy) sacrifica il proprio tempo libero per costruire la casa di mattoni dove poi trovano rifugio anche i primi due porcellini meno assennati. Il cortometraggio ha poi avuto tre sequel: Cappuccetto Rosso (1934), I tre lupetti (1936) e Jimmy porcellino inventore (1939).